# Lewisiopsis tweedyi
Lewisiopsis es un género monotípico perteneciente a la familia Montiaceae. Su única especie: Lewisiopsis tweedyi, es endémica de Washington y Columbia Británica. Es sinónimo de Cistanthe tweedyi.

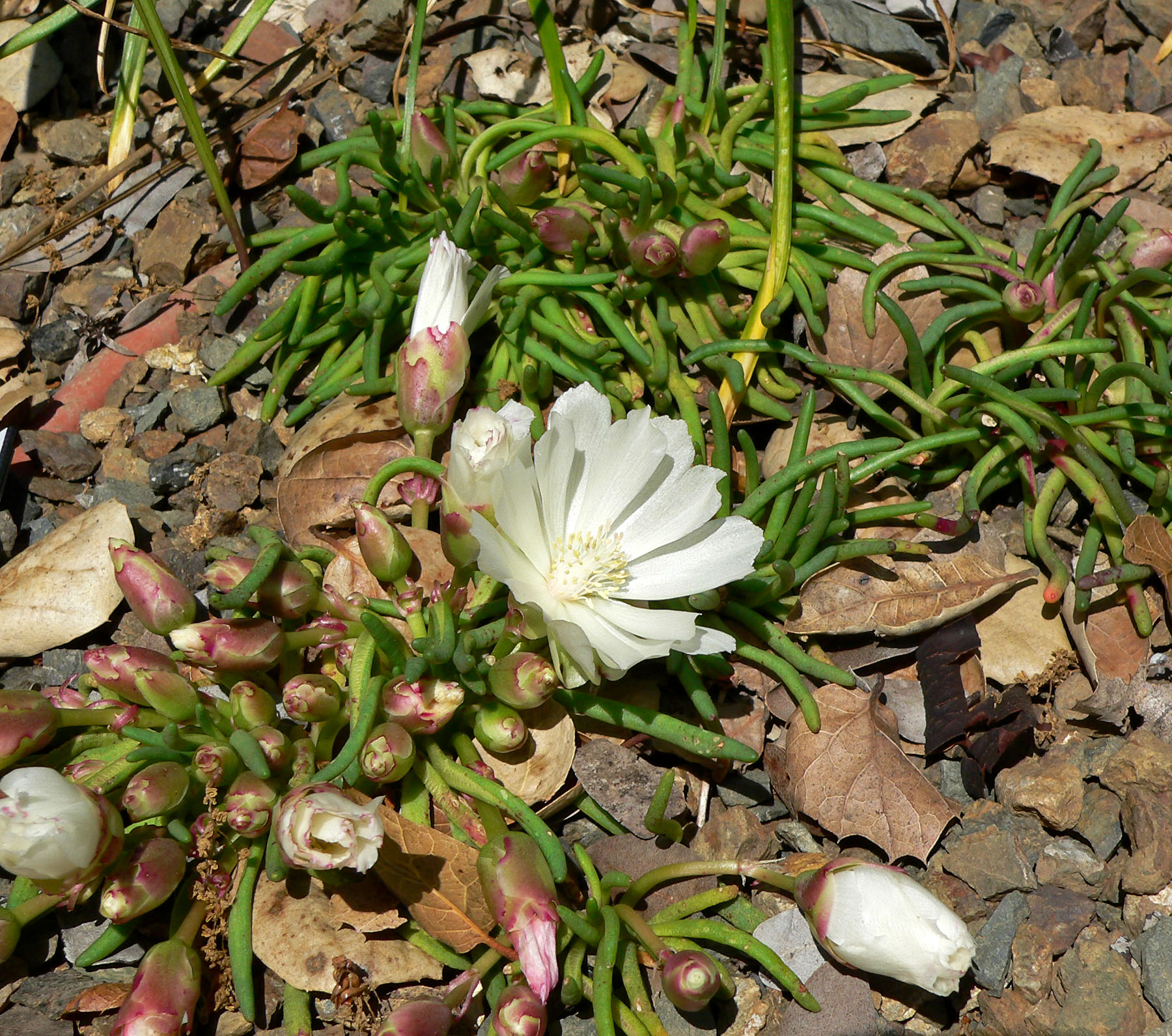
En su hábitat

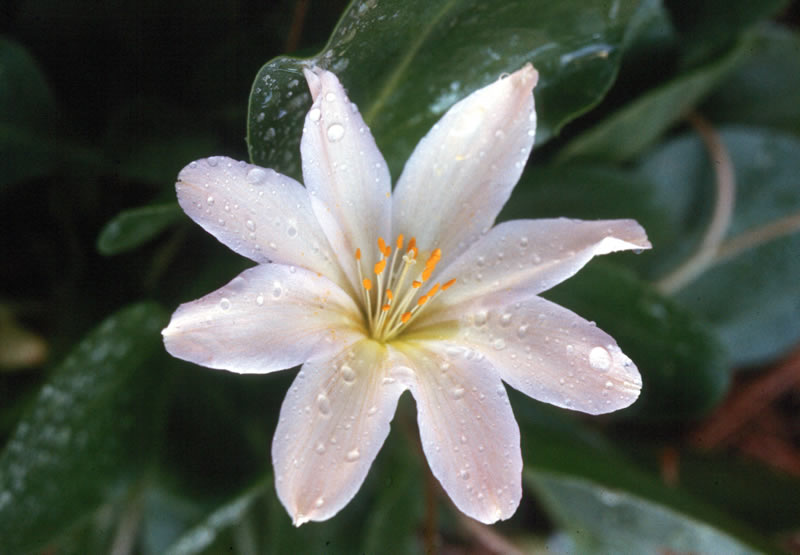
Flor

## Descripción
Es una planta perenne con caudex corto con ramificación. Tallos 1 o más de cada roseta, de 10-20 cm de altura, brácteas dispersas proximales, ovado-lanceoladas, escariosas. Hojas basales, en rosetas sueltas; láminas elíptico-lanceoladas a ovadas o oblanceoladas, estrechándose al amplio pecíolo, de 6-15 cm. Las inflorescencias racemosas, con 1-5 flores pediceladas; sépalos ampliamente ovadas, 9-10 mm, escarioso; pétalos 7-9 (-12), rosa salmón a amarillentas, raramente blancas, de 25-40 mm; estambres 10-23, anteras de color amarillo. Las cápsulas ovoides, de 7-10 mm, dehiscencia cerca de la base. Semillas 12-35, rojo oscuro marrón, suborbiculares a reniformes, 2 mm, no brillantes, verrugosa. Tiene un número de cromosomas de 2n = 46, 92.

## Taxonomía
Lewisiopsis tweedyi fue descrita por (A.Gray) Govaerts y publicado en World Checklist of Seed Plants 3(1): 21. 1999.
- Calandrinia tweedyi A. Gray
- Cistanthe tweedyi (A. Gray) Hershk.
- Lewisia tweedyi (A. Gray) B. L. Rob.[3]